# Grand Prix Monaka 2004
Grand Prix Monaka 62e Grand Prix de Monaco

- 23. květen 2004
- Okruh Monte Carlo
- 77 kol x 3,340 km = 257,180 km
- 719. Grand Prix
- 1. vítězství Jarna Trulliho
- 17. vítězství pro Renault
- Závod původně vypsán na 78 kol

## Výsledky
| Pozice | Jezdec               | Vůz             | Čas         |
| ------ | -------------------- | --------------- | ----------- |
| 1      | Jarno Trulli         | Renault R 24    | 1:45'46.601 |
| 2      | Jenson Button        | BAR 006         | á 0:00:497  |
| 3      | Rubens Barrichello   | Ferrari F2004   | á 0:75:766  |
| 4      | Juan Pablo Montoya   | Williams FW26   | á 1 kolo    |
| 5      | Felipe Massa         | Sauber C 23     | á 1 kolo    |
| 6      | Cristiano da Matta   | Toyota TF 104   | á 1 kolo    |
| 7      | Nick Heidfeld        | Jordan EJ 14    | á 2 kola    |
| 8      | Olivier Panis        | Toyota TF 104   | á 3 kola    |
| 9      | Zsolt Baumgartner    | Minardi PS 04 B | á 6 kol     |
| 10     | Ralf Schumacher      | Williams FW26   | á 8 kol     |
| Kolo   | Odstoupili           | -               | -           |
| 45     | Michael Schumacher   | Ferrari F2004   | Havárie     |
| 41     | Fernando Alonso      | Renault R 24    | Havárie     |
| 27     | Kimi Räikkönen       | McLaren MP 4/19 | Motor       |
| 15     | Gianmaria Bruni      | Minardi PS 04 B | Převodovka  |
| 12     | Giorgio Pantano      | Jordan EJ 14    | Rozvodovka  |
| 11     | Mark Webber          | Jaguar R5       | Rozvodovka  |
| 2      | Takuma Sató          | BAR 006         | Motor       |
| 2      | Giancarlo Fisichella | Sauber C 23     | Nehoda      |
| 2      | David Coulthard      | McLaren MP 4/19 | Nehoda      |
| 0      | Christian Klien      | Jaguar R5       | Nehoda      |

### Nejrychlejší kolo
- Michael SCHUMACHER Ferrari 	1'14.439 – 161.528 km/h

### Vedení v závodě
- 1-23 kolo Jarno Trulli
- 24 kolo Fernando Alonso
- 25 kolo Michael Schumacher
- 26-42 kolo Jarno Trulli
- 43-45 kolo Michael Schumacher
- 46-77 kolo Jarno Trulli

### Postavení na startu
- Červeně – výměna motoru / posunutí o 10 příček na startu
- Modře – startoval z boxu

| 1. řada  | 2                    | 1                  |
|          | Jenson Button        | Jarno Trulli       |
|          | BAR                  | Renault            |
|          | 1'14.396             | 1'13.985           |
| 2. řada  | 4                    | 3                  |
|          | Michael Schumacher   | Fernando Alonso    |
|          | Ferrari              | Renault            |
|          | 1'14.516             | 1'14.408           |
| 3. řada  | 6                    | 5                  |
|          | Rubens Barrichello   | Kimi Räikkönen     |
|          | Ferrari              | McLaren            |
|          | 1'14.716             | 1'14.592           |
| 4. řada  | 8                    | 7                  |
|          | David Coulthard      | Takuma Sato        |
|          | McLaren              | BAR                |
|          | 1'14.951             | 1'14.827           |
| 5. řada  | 10                   | 9                  |
|          | Giancarlo Fisichella | Juan Pablo Montoya |
|          | Sauber               | Williams           |
|          | 1'15.352             | 1'15.039           |
| 6. řada  | 12                   | 11                 |
|          | Ralf Schumacher      | Mark Webber        |
|          | Williams             | Jaguar             |
|          | 1'14.345             | 1'15.725           |
| 7. řada  | 14                   | 13                 |
|          | Christian Klien      | Olivier Panis      |
|          | Jaguar               | Toyota             |
|          | 1'15.919             | 1'15.859           |
| 8. řada  | 16                   | 15                 |
|          | Felipe Massa         | Cristiano da Matta |
|          | Sauber               | Toyota             |
|          | 1'16.248             | 1'16.169           |
| 9. řada  | 18                   | 17                 |
|          | Giorgio Pantano      | Nick Heidfeld      |
|          | Jordan               | Jordan             |
|          | 1'17.443             | 1'16.488           |
| 10. řada | 20                   | 19                 |
|          | Gianmaria Bruni      | Zsolt Baumgartner  |
|          | Minardi              | Minardi            |
|          | 1'20.115             | 1'20.060           |
| -------- | -------------------- | ------------------ |

### Zajímavosti
- Motor BMW startoval v 500 GP.
- Jarno Trulli startoval poprvé z Pole Positions.
- Jarno Trulli zvítězil poprvé v GP